# 霍洛夫昌卡河

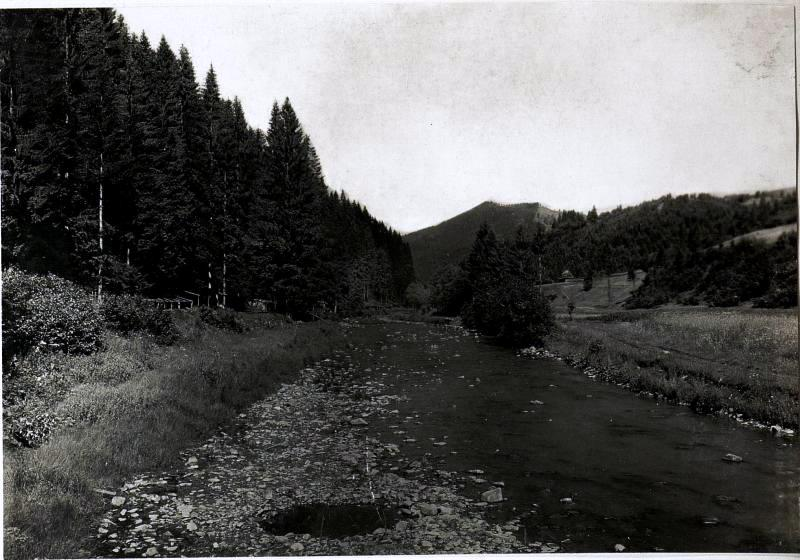
1915年时的照片

霍洛夫昌卡河（烏克蘭語：Головчанка），是烏克蘭的河流，位於該國西部，屬於奧皮爾河的左支流，發源自普拉夫亞東北部，流經利沃夫州，河道全長12公里，流域面積133平方公里。